# Institute of Languages, Cultures and Societies
Das Institute of Languages, Cultures and Societies (ILCS) ist ein zur University of London gehörendes Institut für das integrierte Studium von Sprachen, Kulturen und Gesellschaften. Es ist  Teil der School of Advanced Study und entstand 2022 durch Umbenennung aus dem Institute of Modern Languages Research (IMLR). Das IMLR war früher unter dem Namen Institute of Germanic & Romance Studies (IGRS) bekannt.

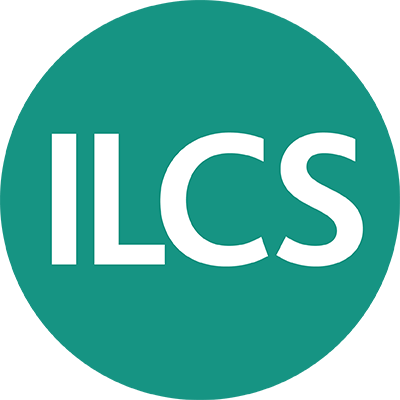
Logo des Institute of Languages, Cultures and Societies (ILCS)

Das ILCS bzw. das IGRS entstand 2004 durch die Zusammenführung des Institute of Germanic Studies (gegründet 1950) und des Institute of Romance Studies (gegründet 1989). Das Institut ist eine reine Postgraduierteneinrichtung, d. h., es werden dort nur Master-Kurse und Promotionsmöglichkeiten angeboten. Der Institutsschwerpunkt liegt auf den Sprachen Französisch, Deutsch, Italienisch, Spanisch und Portugiesisch und auf der Forschung zum Kulturellen Gedächtnis (cultural memory). Darüber hinaus fungiert das IGRS als nationales Zentrum für fachverwandte Konferenzen, Seminare und Veranstaltungen.
Dem IGRS sind sieben verschiedene Forschungszentren angegliedert:

- Centre for the Study of Contemporary Women’s Writing (CCWW)
- Centre for the Study of Cultural Memory (CCM)
- Ingeborg Bachmann Centre for Austrian Literature & Culture (IBC)
- Research Centre for German and Austrian Exile Studies (EXILE)
- Centre for Quebec and French-Canadian Studies (CQFCS)
- Ernst Bloch Centre for German Thought (BLOCH)
- Centre for Latin American and Caribbean Studies (CLACS)